# Ebenavia inunguis
Espèce
Synonymes
- Ebenavia boettgeri Boulenger, 1885

Statut de conservation UICN

 LC  : Préoccupation mineure
Ebenavia inunguis est une espèce de geckos de la famille des Gekkonidae.

## Répartition
Cette espèce se rencontre à Madagascar, à l'île Maurice, aux Comores et à Pemba en Tanzanie.

## Description
Ce gecko insectivore a une tête fine et triangulaire. Le corps est plus large vers l'arrière, et la queue est trapue. Le dessus du dos est ocre pale, avec une peau d'aspect très irrégulier. Le bas du corps et les pattes sont marron, avec une sorte de nervure de séparation entre ces deux couleurs. La queue reprend ces couleurs, mais vire au marron voire à l'orange. On note aussi la présence de noir sur les pattes et la queue.
Il mesure jusqu'à 80 mm.

## Publication originale
- Boettger, 1878 "1877" : Die Reptilien und Amphibien von Madagascar. I. Studien über Reptilien aus Madagascar. II. Aufzählung der bis jetzt von Madagascar bekannt gewordenen Reptilien und Amphibien. III. Bemerkungen über die verwandtschaftlichen und geographischen Beziehunge. Abhandlungen der Senckenbergischen Naturforschenden Gesellschaft in Frankfurt, vol. 11, p. 1-56 (texte intégral).